# Northeast River (Placentia Bay)
Der Northeast River (englisch für „nordöstlicher Fluss“) ist ein 15 km langer Zufluss der Placentia Bay im Osten der zur kanadischen Provinz Neufundland und Labrador gehörenden Insel Neufundland.

## Flusslauf
Der Northeast River verläuft im Osten der Avalon-Halbinsel. Er bildet den Abfluss des etwa 120 m hoch gelegenen Sees Rhodies Pond. Er fließt in südwestlicher Richtung. Bei Flusskilometer 13 liegt der kleine See Fitzgeralds Pond am Flusslauf. An dessen Ostufer befindet sich die 1,63 km² große Fitzgerald’s Pond Provincial Park Reserve, welche zum Schutz der flechtenbildenden Art Erioderma pedicellatum aus der Familie Pannariaceae eingerichtet wurde. Unterhalb des Sees befinden sich mehrere Stromschnellen. An einem 6,4 m hohen Wasserfall, der ein Hindernis für Wanderfische darstellte, wurde 1965 und 1972 Gestein weggesprengt, um eine Fischpassage in das oberstrom gelegene Flusssystem zu ermöglichen. Der Northeast River mündet schließlich in das Kopfende des Northeast Arm, einer 9,5 km langen schmalen Bucht, die sich bei Placentia zum Meer hin öffnet. Die Route 100 folgt dem gesamten Flusslauf.

## Hydrologie
Der Northeast River entwässert ein Areal von 92,9 km². Der mittlere Abfluss beträgt 4 m³/s. Die höchsten monatlichen Abflüsse treten gewöhnlich im April mit im Mittel 6,21 m³/s auf.

## Flussfauna
Der Lachsbestand im Flusssystem des Northeast River gilt als „bedroht“. Neben dem Atlantischen Lachs kommen noch folgende Fischarten im Northeast River vor: Wandersaibling, Amerikanischer Aal, Bachsaibling (anadrome und nicht-anadrome Form), Arktischer Stint sowie Dreistachliger und Neunstachliger Stichling.